# Heel-shaped Cairn

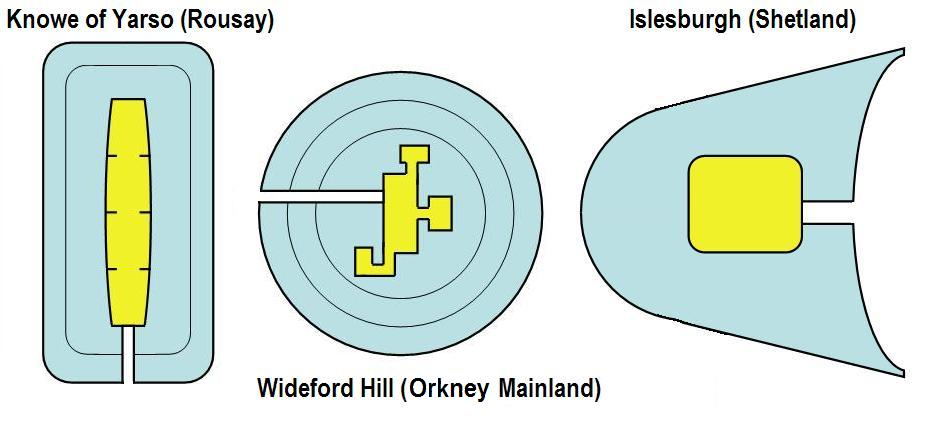
Schema eines Stalled Cairns (links), eines Maes Howe-Typs (Mitte) und eines Heel-shaped Cairns (rechts)

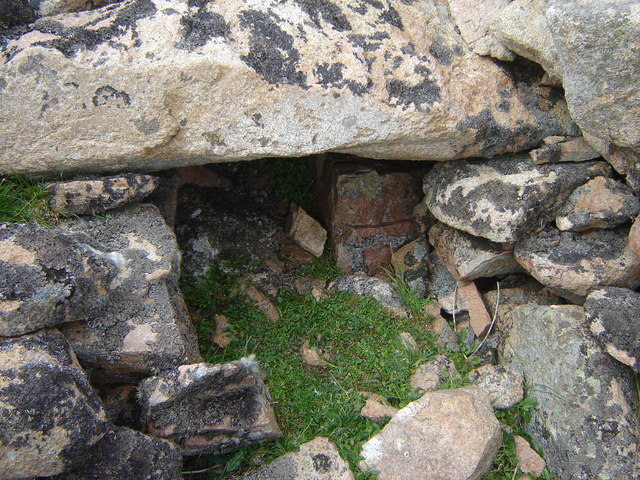
Vementry Cairn

Der heel-shaped Cairn (deutsch absatzförmiger Steinhügel) und seine meist kreuzförmige Kammer sind eine in Schottland, primär in Caithness und Sutherland (Cairns von Camster) und auf den Shetlandinseln verbreitete Megalithanlagenform. Auf Orkney gelten der Isbister Cairn, der Head of Work und der Cairn von Roseness Point als Anlagen, die der Form nahekommen.
Die Kammern liegen meist in einem runden Cairn aus Bruchstein, der entweder zeitgleich oder später mit der absatzförmigen Plattform, mit bis zu 20 m Frontbreite und 1,0 bis 1,5 m Höhe umgeben wurde, die teilweise von großen Randsteinen gefasst wird. Eine leicht konkave Form aus Blocksteinen (nicht in „post and panel“ Technik) ist kennzeichnend für die Exedra mit beidseitig besonders hohen Felsblöcken.
Die über einen kurzen Gang erreichbaren, oft kreuzförmigen Kammern haben eine große Kopf- und zwei kleinere Seitennischen. Sie waren mit Kraggewölben überdacht, von denen aber meist nur noch Reste vorhanden sind. Die am besten erhaltenen Anlagen dieses Typs sind Punds Water und Vementry auf den Shetlands. Weitere sind Islesburgh Cairn, Gillaburn, Pettigarths Field und Wind Hamars. Weniger gut erhalten sind Hill of Caldback, Hill of Dale, Mangaster, Muckle Heog, Turdale Water, Viville Loch und Ward of Silwick.
Die Sonderform des Cairn o’ Get (auch Garrywhin genannt) ähnelt einem Rundcairn, der mit einem doppelten gehörnten „Horned Long Cairn“ mit runder Kammer überbaut wurde, wie er ansonsten in Sutherland vorkommt (Camster Round und Skelpick Long). Die zunächst runde Anlage von Vementry mit der für heel-shaped Cairns typischen Kammer, wurde in heel-shaped Form überbaut und mit der etwa 10,6 m breiten Exedra versehen.